# Автожектор
Автоже́ктор — апарат для штучного підтримування кровообігу, сконструйований 1923 року радянським вченим С. С. Брюхоненком. 
При виключенні серця з кола кровообігу один насос автожектору відсмоктує кров з порожнистих вен, а другий після насичення киснем нагнітає її в артеріальну систему. Автожектор вперше забезпечив можливість автоматичне регулювання швидкості кровообігу і постачання крові всьому організмові.